# 5819 Лоретта
5819 Лоретта (5819 Lauretta) — астероїд головного поясу, відкритий 29 жовтня 1989 року.
Тіссеранів параметр щодо Юпітера — 3,426.